# Lisna, Izeaslav
Lisna (în ucraineană Лісна) este un sat în comuna Dertka din raionul Izeaslav, regiunea Hmelnîțkîi, Ucraina.

## Demografie
Componența lingvistică a localității Lisna
     Ucraineană (100%)
Conform recensământului din 2001, toată populația localității Lisna era vorbitoare de ucraineană (100%).